# Gert Volker Hildebrand
Gert Volker Hildebrand (* 22. August 1953 in Lörrach) ist ein deutscher Automobildesigner.
Er studierte zunächst Maschinenbau an der TH Karlsruhe, zwischen 1975 und 1979 Industrie-Design an der HBK Braunschweig und 1980 Auto-Design am Royal College of Art in London.

## Berufsweg
Im Jahr 1980 begann er auch bei Opel. 1986 wechselte er zu Volkswagen in den Bereich Konzepte, 1989 zu 3M in Neuss. Ab 1994 war er Leiter des Exterieur-Designs von VW, 1995 und 1996 arbeitete er für Seat.

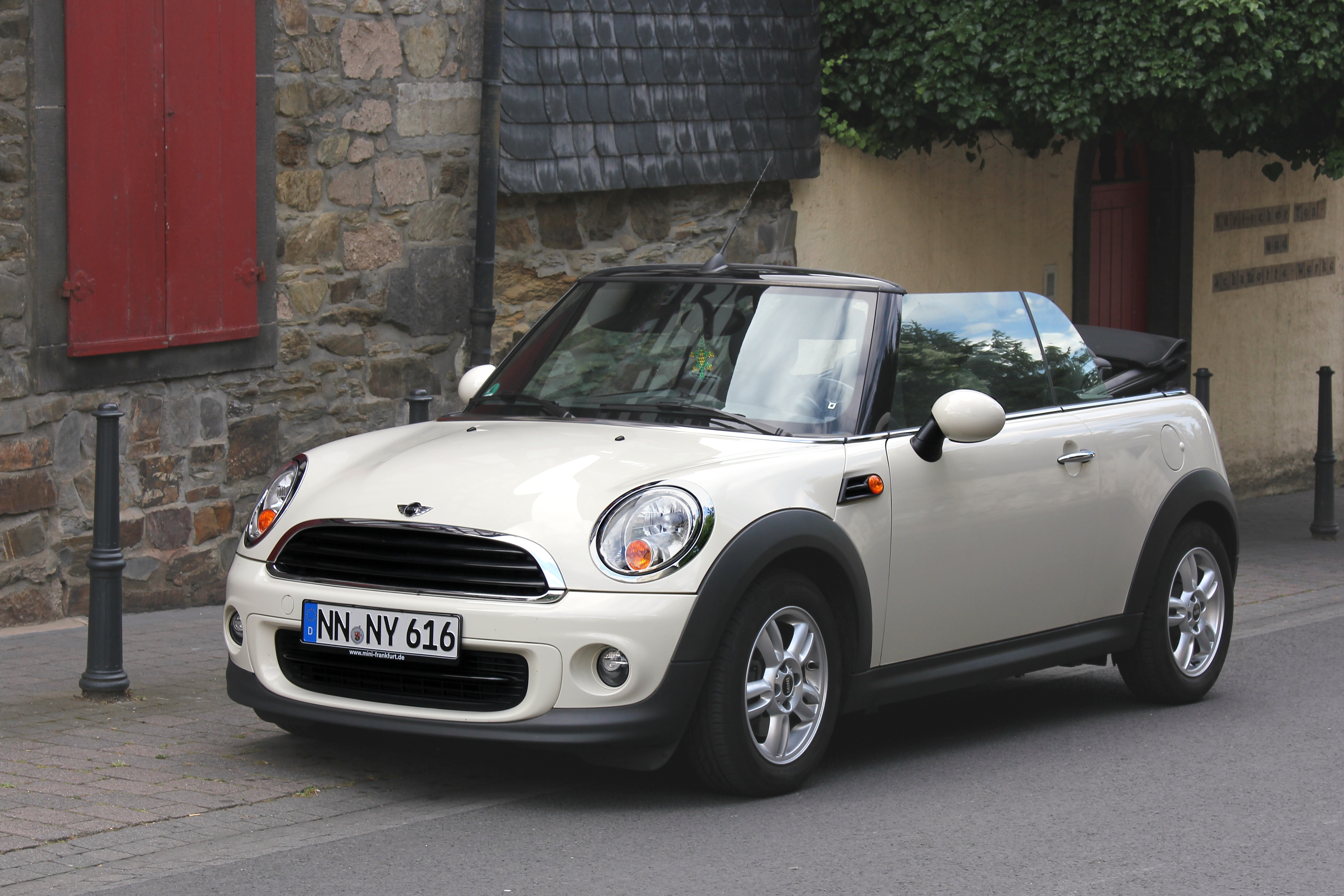
Mini Cabriolet, 2. Generation R57

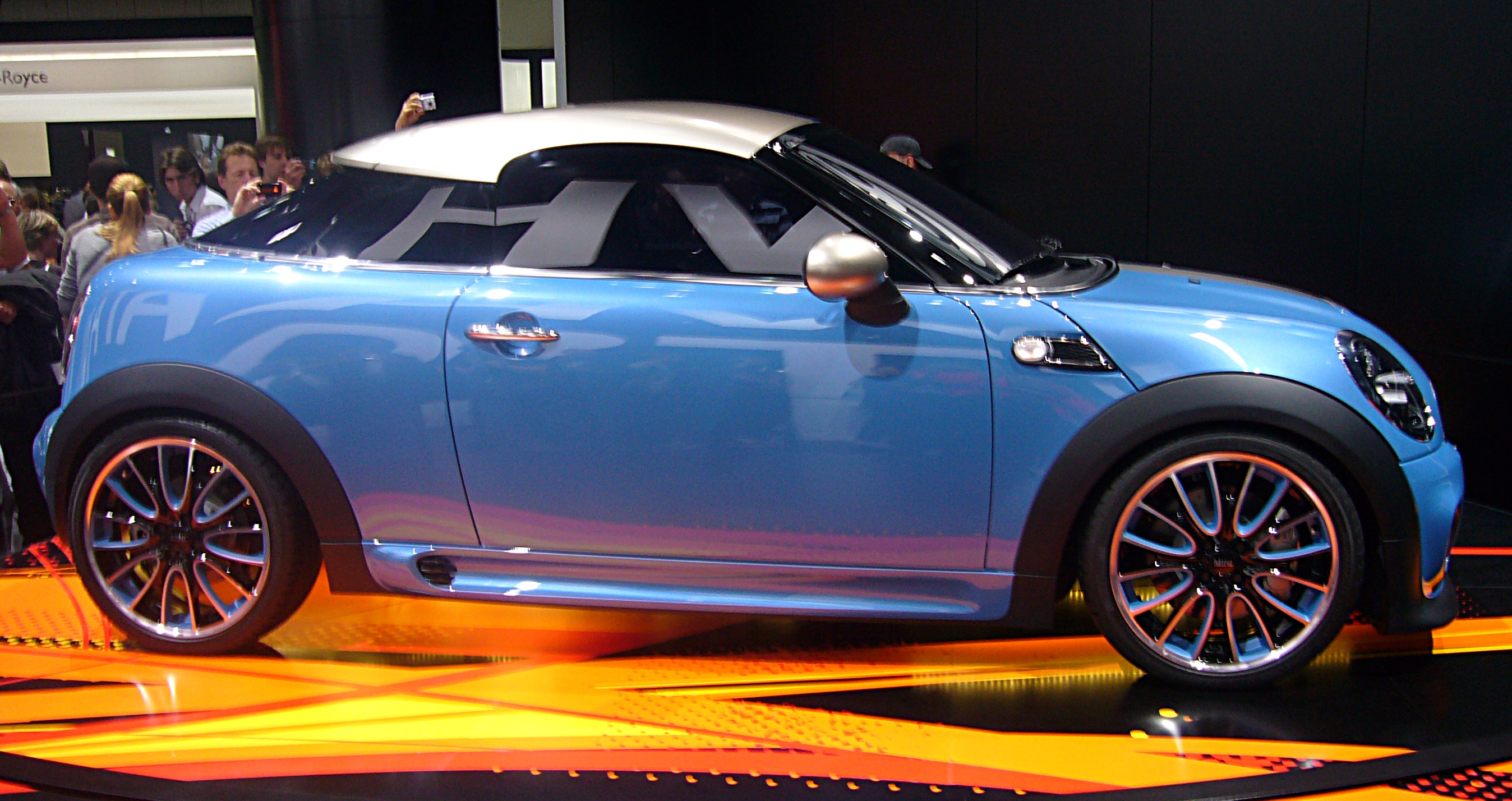
Mini Coupé, 2009: Dachform inspiriert von umgedrehter Baseball-Kappe

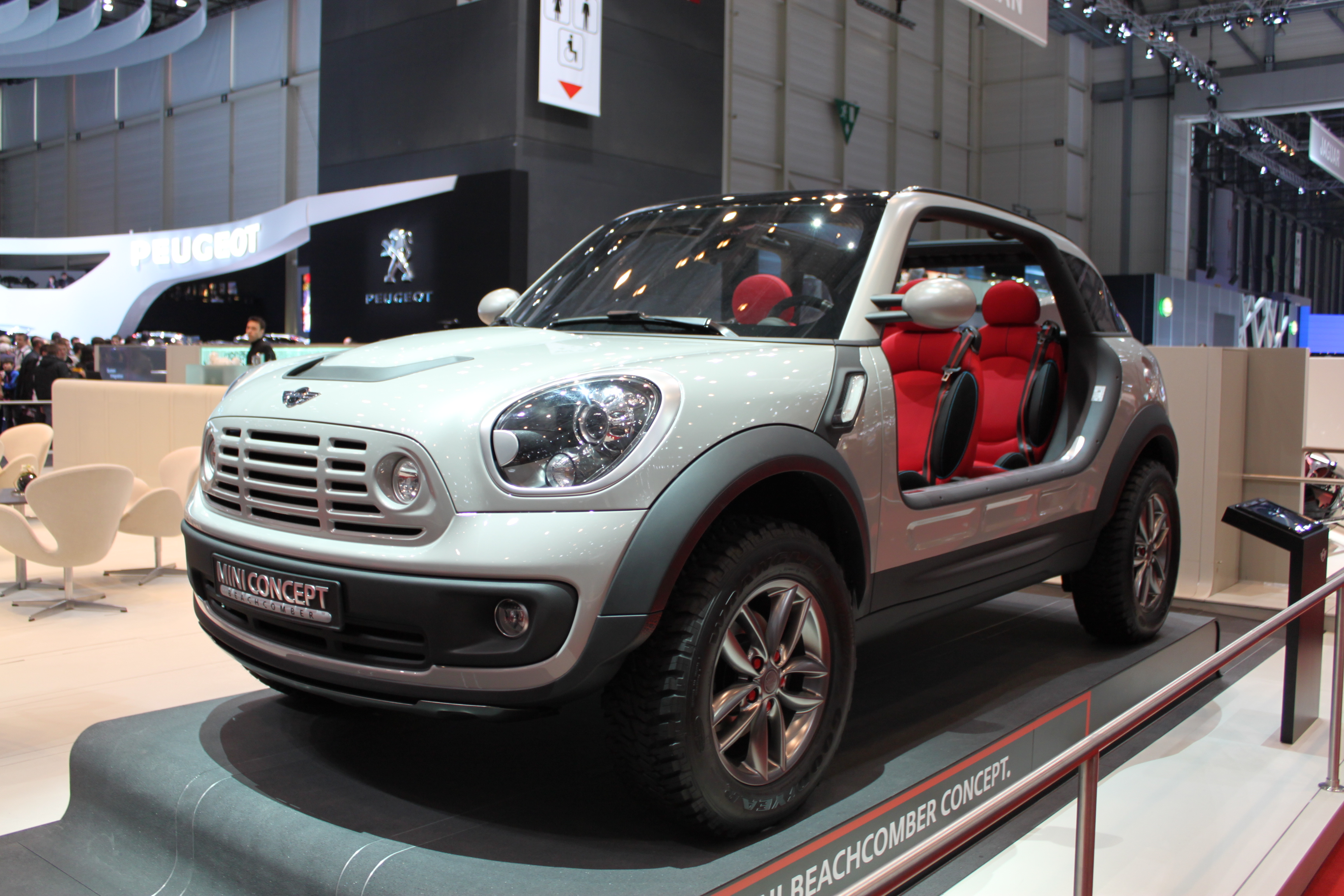
Mini-Studie Beachcomber, 2010

Von 1998 bis 2000 war Hildebrand bei Mitsubishi in Deutschland Designchef, bevor er in der gleichen Funktion zu Mini wechselte.
Dort arbeitete er maßgeblich an der Erweiterung des Programms mit den Modellen Cabrio, Clubman, Coupé und Countryman.
Von ihm stammt auch die SUV-Buggy-Studie Beachcomber, die die ein Hardtop-Türkonzept hat und vor der Vorstellung des Countryman auf der Auto Show in Detroit gezeigt wurde. Um nicht mit 60 Jahren bei BMW in den Vorruhestand geschickt zu werden, verließ er zum Ende des Jahres 2010 Mini. Seit Anfang 2011 arbeitet er als Chefdesigner bei dem 2007 gegründeten chinesischen Automobilhersteller Qoros.
2023 ist er Besitzer des Unternehmens Hildebrand Design und gehört für Design zur entsprechenden Kommission des World Car Awards (Auto des Jahres).

## Fahrzeugdesigns
Gert Hildebrand war bei Opel für das Design des Kadett E zuständig, der 1984 vorgestellt wurde, für das Design des Golf III, das Facelift des VW Sharan sowie das endgültige Design des Mini 2001, das Frank Stephenson entwickelt hatte.
Bei den Mini-Modellen bezeichnete er es (im Jahr 2009) als persönliches Ziel, über langlebiges, sauberes und nichtmodisches Design die Gültigkeit der Fahrzeuge über eine lange Zeit zu sichern. "Das Auto soll nicht veralten. ... Das sind Maßstäbe, an denen ich mich gerne messen lasse."

## Privates
Hildebrand ist Vater zweier Kinder.